# Ozoroa stenophylla
Ozoroa stenophylla là một loài thực vật có hoa trong họ Đào lộn hột. Loài này được (Engl. & Gilg) R.Fern. & A.Fern. mô tả khoa học đầu tiên năm 1965.